# Округ Макинтош (Џорџија)
Округ Макинтош (енгл. McIntosh County) је округ у америчкој савезној држави Џорџија.

## Демографија
По попису из 2010. године број становника је 14.333, што је 3.486 (32,1%) становника више него 2000. године.
| Група             | 2000.         | 2010.         |
| Белци             | 6.607 (60,9%) | 8.716 (60,8%) |
| Афроамериканци    | 3.993 (36,8%) | 5.149 (35,9%) |
| Азијати           | 32 (0,3%)     | 45 (0,3%)     |
| Хиспаноамериканци | 99 (0,9%)     | 227 (1,6%)    |
| Укупно            | 10.847        | 14.333        |